# 桐朋学園大学院大学
桐朋学園大学院大学（とうほうがくえんだいがくいんだいがく、英語: Toho Gakuen Graduate School）は、富山県富山市呉羽町1884-17に本部を置く日本の私立大学。1999年創立、1999年大学設置。大学院修士課程のみの大学院大学で、音楽研究科演奏研究専攻のみの音楽大学。

## 沿革
元々同地には桐朋学園大学の舞台芸術学部の設置が予定されていたが、1995年10月6日に断念している。
- 1996年9月27日 - 桐朋学園大学理事会で大学院大学案を了承[2]。
- 1997年6月8日 - 桐朋学園大学院大学の富山市開校で学園と富山市が正式合意[3]。
- 1998年12月22日 - 文部省（現・文部科学省）、桐朋学園大学院大学の設置を正式認可[4]。
- 1999年
  - 春 - 桐朋学園大学院大学開学[5]。
  - 6月3日 - 開学記念式典[5]。

## 設置研究科
- 音楽研究科
  - 演奏研究専攻（修士課程）（ピアノ、ヴァイオリン、ヴィオラ、チェロ）

## 桐朋学園の構成
音楽部
- 桐朋学園大学
- 桐朋学園大学院大学（富山市）
  - 桐朋オーケストラ・アカデミー
- 桐朋女子高等学校（音楽科）※男女共学
- 子供のための音楽教室

男子部
- 桐朋中学校・高等学校
- 桐朋学園小学校 ※男女共学

女子部
- 桐朋学園芸術短期大学 ※男女共学
- 桐朋女子中学校・高等学校（普通科）
- 桐朋小学校 ※男女共学
- 桐朋幼稚園 ※男女共学